# Sydgeorgisk piplärka
Sydgeorgisk piplärka (Anthus antarcticus) är en fågel i familjen ärlor inom ordningen tättingar.

## Utbredning och systematik
Fågeln förekommer enbart i gräsmarker i Sydgeorgien. Den behandlas som monotypisk, det vill säga att den inte delas in i några underarter.

## Status
Arten har ett mycket litet utbredningsområde och populationen är relativt liten, uppskattad till mellan 6 000 och 8 000 vuxna individer. Den är dock vanligt förekommande och beståndet tros vara stabilt. IUCN kategoriserar arten som livskraftig.